# Puck Oversloot
Puck Oversloot (Róterdam, Países Bajos, 22 de mayo de 1914-7 de enero de 2009) fue una nadadora neerlandesa especializada en pruebas de estilo libre, donde consiguió ser subcampeona olímpica en 1932 en los 4 x 100 metros.

## Carrera deportiva
En los Juegos Olímpicos de Los Ángeles 1932 ganó la medalla de plata en los relevos de 4 x 100 metros estilo libre, con un tiempo 4:47.5 segundos), tras Estados Unidos (oro) y por delante de Reino Unido (bronce); sus compañeras de equipo fueron las nadadoras: Corrie Laddé, Willy den Ouden y Maria Vierdag.